# كهف تام با لينغ
كهف تام با لينغ ويسمى أيضًا كهف القرود هو كهف يقع في جبال أناميتي في شمال شرق لاوس. يوجد الكهف في الجزء العلوي من جبل با هانغ، على ارتفاع 1.170 متر فوق مستوى سطح البحر.
تم اكتشاف ثلاث حفريات من مستحاثة أشباه البشر في الكهف، الأول TPL1 وهي جمجمة تنتمي إلى الإنسان حديث التشريح. الثاني TPL2: ويتمثل في الفك السفلي مع كل السمات الحديثة والعتيقة لأشباه البشر. الثالث TPL3: الفك السفلي الجزئي مع كل السمات الحديثة والعتيقة. تمثل الأحافير الثلاثة ثلاثة أفراد منفصلين وتتراوح أعمارهم بين 70.000 و46,000 سنة. تشير الاكتشافات إلى أن البشر المعاصرين قد يكونوا قد هاجروا إلى جنوب شرق آسيا بمقدار 60.000 قبل الحاضر.

## الموقع والجيولوجيا
يحتوي كهف تام با لينغ على فتحة واحدة كمدخل له، مواجهة للجنوب وينحدر 65 مترًا (213 قدمًا) إلى جزئه الرئيسي. الكهف جزء من شبكة من الكهوف الكارستية، التي تشكلت عن طريق تفتيت أحجار الجير التي وضعت بين الفئتين الكربونية العليا والبيرمية. يبلغ طول الدهليزي الرئيسي للكهف 30 متر (98 قدم) من الشمال إلى الجنوب و40 متر (130 قدم) من الشرق إلى الغرب.

## الحفريات
أجريت الحفريات في الطرف الشرقي من دهليز الكهف الرئيسي، عند قاعدة المدخل المنحدر، من قبل فريق من الباحثين الأمريكيين والفرنسيين واللاوسيين بدء من عام 2009.
تم العثور على أول اكتشاف أحفوري يتمثل في جمجمة أشباه البشر يطلق عليها اسم TPL1، على عمق 2.35 متر (7 قدم و9 بوصة) في ديسمبر 2009. تم العثور على الفك السفلي TPL2 في السنة التالية على عمق 2.65 متر (8 قدم و8 بوصة). عند استعمال تأريخ بالكربون المشع أرجع العلماء تاريخ الفك السفلي سن يتراوح بين 51.000 إلى 46.000 سنة، ويشار إلى أن تاريخ اليورانيوم الثوريوم المباشر للحفريات يشير إلى عمر الفك 63.000 سنة.
تشمل الأحفورة TPL1 على كل من الجبهة والعظم الجانبي والليماني والجهوي، وكذلك عظام الفكين الأيمن والأيسر وأسنان كاملة إلى حد كبير. تم تحديدها على أنها تنتمي إلى إنسان حديث التشريح بميزات أفريقية قادم من أفريقيا جنوب الصحراء. اعتبارًا من عام 2017 فإن هذه الأحفورة توفر أقرب دليل لوجود الإنسان العاقل في جنوب شرق آسيا.
في عام 2013 اكتشف الباحثون فك سفلي جزئي يتمثل في ثالث محفوظ أحفوري واطلق عليه TPL3، على عمق 5.0 متر (16.4 قدم) من نفس المنطقة التي تمت فيها الاكتشافات السابقة. من المحتمل أن تكون شظية العظام لشخص بالغ. مثل تمثل الأحفورة مزيجًا من الصفات البشرية القديمة من الناحية التشريحية، ويظهر ملامح بشرية حديثة مثل وجود ذقن متطور، ولكن ليس لديه جسم فكي قوي. تحتفظ TPL3 بخصائص بشرية قديمة مثل وجود قوس سفلي عريض أمامي. يظهر اختبار اللمعان الضيائي أن الأحفورة يرجع تاريخها إلى نطاقًا زمنيًا يتراوح من حوالي 70.000 إلى 48.000 عامًا.

### الدلالة
إن توقيت الهجرة البشرية الحديثة من إفريقيا إلى شرق آسيا غير معروف على وجه اليقين. لأن العظم يحافظ على تكوينه في المناخات الاستوائية، كما أن الحفريات البشرية نادرة في المنطقة. أثبتت الاكتشافات الحديثة في الصين والفلبين وسريلانكا وأستراليا في السابق وجود حفريات بشرية قديمة بين 125 ألف و 100 ألف قبل الحاضر، وأولئك البشر الحديثين من حوالي 40.000 قبل الحاضر. لذلك فإن اكتشاف العينة TPL1 الحديثة بالكامل يعتبر اكتشافًا كبيرًا لأنه ملأ فجوة عمرها 60.000 عامًا في السجل الأحفوري، مما يدل على وجود البشر المعاصرين في جنوب شرق آسيا من حوالي 60.000 سنة على الأقل. بالإضافة إلى ذلك لأن كهف تام با لينغ يقع على بعد آلاف الأميال إلى داخل الجزيرة، فقد واجهت هذه الأحافير الاكتشافات الافتراضات السابقة التي كانت تقول أن البشر هاجروا خارج أفريقيا عن طريق اتباع الخطوط الساحلية. يقترح العلماء أن الهجرة قد تكون سارت على طول والديان والأنهار، والتي كانت بمثابة ممرات طبيعية عبر القارة.
تم نقل الأحافير مؤقتًا إلى الولايات المتحدة لدراستها من قبل علماء الإنسان القديم لورا شاكلفورد وفابريس ديميتر وفريقهما. في أبريل 2016 أُعيدت الأحافير الثلاثة إلى لاوس، وهي الآن محفوظة في مبنى جديد لمتحف لاوس الوطني في فينتيان.